# Julvädret som försvann
Julvädret som försvann är en finlandssvensk julkalender i Yle från 2009 i regi och manus av Gert Sabel.

## Handling
I den lilla staden Flingeborg väntar elvaåriga Malin på julen och att det ska börja snöa. Men när stadens nya uppfinning, Väderlekstärningen blir stulen försvinner också julvädret. Till råga på allt har skurken Smog Molander beslutat sig för att förstöra julen.

## Rollista
- Rebecca Wik – Malin
- Kevin Smulter – Isak
- Joachim Högväg – pappa Svante
- Nina Hukkinen – mamma Mia
- Per-Uno Björklund – farfar
- Sandra Kakkuri – Trisse
- Hanna Lagerström – Doris
- Håkan Omars – Smog Molander
- Lina Ekblad – Vidbrända Greta
- André Storfors – Vidbrända Hans
- Simon Häger – nyhetsankaret Wentin
- Camilla Forsén-Ström – Beatrice Borg
- Johan Fagerudd – borgmästare Borg
- Zacharias Häggdahl-Lund – Gunnar Junior Borg
- Birgitta Schoultz-Ekblad – damen med kristallkulan
- Mischa Hietanen – detektiv Utterström
- Jukka Rajala-Granstubb – herr Pendell

## Produktion
Serien producerades av Malakta från Österbotten under arbetstiteln Jakten på det försvunna julvädret med Kommissarie Gadget som inspiration och en budget på 300 000 euro med stöd från Svenska kulturfonden och Konstsamfundet.
Inspelningen av serien skedde på olika håll i Österbotten med start 14 april 2009. Valet av Österbotten berodde på att Gert Sabel ville ha en lämplig blandning av torg, stenhus och trähus.

## Utgivning
Julkalendern har även getts ut på DVD.

### Fotnoter
1. ↑  ”André Wickström gör program”. Hufvudstadsbladet HBL. 22 augusti 2008. Läst 1 februari 2023.
2. 1 2  Anna Back (3 mars 2009). ”Försvunnet julväder i FST-kalender”. Hufvudstadsbladet HBL. Läst 1 februari 2023.
3. ↑  ”Julvädret som försvann”. julkalender09.blogspot.com. https://julkalender09.blogspot.com/. Läst 19 september 2022.
4. ↑  ”MALMEN formgivare & fotograf”. malmen-blog.blogspot.com. http://malmen-blog.blogspot.com/2011_11_01_archive.html. Läst 19 september 2022.

### Webbkällor
- ”Julvädret som försvann”. julkalender09.blogspot.com. http://julkalender09.blogspot.com/. Läst 19 september 2022.